# Rio Peperi-Guaçu
O rio Peperi-Guaçu (em castelhano río Pepirí Guazú) é um curso d'água internacional localizado na fronteira do Brasil com a Argentina.
Nasce no território do município de Dionísio Cerqueira, no extremo oeste catarinense. Desde a sua nascente, onde foi construído um lago internacional, estabelece a fronteira entre este estado brasileiro e a província argentina de Misiones. 
Durante todo o seu percurso, apresenta inúmeros saltos, cachoeiras e corredeiras ainda pouco conhecidos, tornando-o um rio de exuberante beleza. Alguns de seus afluentes também são de grande potencial turístico, como o Rio Toldo (União) entre os municípios de Dionísio Cerqueira e Princesa, o Rio Maria Preta e o Rio das Flores, relativamente caudalosos e de belíssimas paisagens naturais. Na divisa entre os estados brasileiros de Santa Catarina, Rio Grande do Sul e a província argentina de Misiones ele desemboca no rio Uruguai.